# Sarrebourg
Sarrebourg (niem. Saarburg) – miejscowość i gmina we Francji, w regionie Grand Est, w departamencie Mozela.
Według danych na rok 1990 gminę zamieszkiwało 13 311 osób, a gęstość zaludnienia wynosiła 812 osób/km² (wśród 2335 gmin Lotaryngii Sarrebourg plasuje się na 26. miejscu pod względem liczby ludności, natomiast pod względem powierzchni na miejscu 289.).